# Widder Kristóf
Widder Kristóf (Budapest, 1988. április 20. –) magyar színházrendező, koreográfus, színész.

## Életpályája
Diplomaszerzése után szabadúszóként dolgozik. 2021-től a Forte Társulat tagja.

### Iskolái
- 1994–2002 Pécsi Sebestyén Általános és Zenetagozatos Iskola – zenei tagozat – cselló
- 2002–2003 Újpesti Két Tanítási Nyelvű Szakközépiskola és Gimnázium – angol két tannyelvű előkészítő
- 2003–2007 Berzsenyi Dániel Gimnázium – angol-német tagozat
- 2002–2008 Erkel Gyula Újpesti Zenei Alapfokú Művészeti Iskola – cselló továbbképző
- 2007–2008 Eötvös Loránd Tudományegyetem – Bölcsészettudományi Kar – anglisztika (Angol–Amerikai Intézet)
- 2008–2009 Eötvös Loránd Tudományegyetem – Bárczi Gusztáv Gyógypedagógiai Kar – jelnyelvi tolmácsképző
- 2009–2014 Színház- és Filmművészeti Egyetem – színházrendező szak – fizikai színházi koreográfus szakirány (Horváth Csaba, Lukáts Andor)[4][5]

## Filmes és televíziós szerepei
- Drága örökösök (2019)
- 200 első randi (2018)
- Kémek küldetése (2016)
- Életképek (2005)

## Díjai, elismerései
- 57. Festival dei Due Mondi – ifjúliszt – különdíj
- Thealter Fesztivál 2017. – Tavaszi áldozat –  Junior-díj